# 漢考克縣 (愛阿華州)
漢考克縣（英語：Hancock County）是美國愛阿華州北部的一個縣。面積1,484平方公里。根据美國2000年人口普查，共有人口12,100人。縣治加納 (Garner)。
成立於1851年。以《美國獨立宣言》首名簽署者約翰·漢考克命名。